# Геллерт, Наталья Владимировна
Наталья Владимировна Геллерт (род. 20 марта 1953, Казалинск, Кзыл-Ординская область, Казахская ССР, СССР) — советский и казахстанский политический и общественный деятель. Депутат Мажилиса Парламента Республики Казахстан (2007—2012), член Комитета по международным делам, обороне и безопасности. Депутат Совета Национальностей Верховного Совета СССР 10-11 созывов (1979—1989) от Казахской ССР. Кандидат в члены ЦК КПСС с 1986 года, член ЦК в 1988–1990 годах. Член НДП «Нур Отан».

## Биография
Родилась в городе Казалинск Кзыл-Ординской области. Этническая немка.
Окончила Целиноградский совхоз-техникум, заочно (1977), заочно Целиноградский сельскохозяйственный институт (1990), инженер-механик; Дипломатическую академию МИД Российской Федерации (1991-94), специалист в области международных отношений.
1969—1990 — механизатор (на К-700), бригадир тракторной бригады совхоза им. Амангельды Кургальджинского района Целиноградской области, ударник и новатор труда. Член КПСС с 1973 года.
1990 — инженер по охране, труда и технике безопасности совхоза.
1994—1998 — первый секретарь управления кадров МИД Республики Казахстан, второй секретарь Посольства Республики Казахстан в ФРГ.
1998—2001 — первый секретарь, советник департамента консульской службы МИД РК.
Июнь 2001—2006 — первый секретарь Посольства Республики Казахстан в Беларуси.
2006 — август 2007 — начальник отдела контроля Департамента администрации Министерства иностранных дел РК.
С 2 сентября 2007 года — депутат Мажилиса Парламента РК. Член Комитета по международным делам, обороне и безопасности Мажилиса Парламента Республики Казахстан.

## Личная жизнь
Муж — Газидулла Бекешев, работал трактористом в одной бригаде с женой, затем закончил СХИ, инженер. Дочь Жанаргуль, сын — Арман. Внуки Расул, Таир, Рауан, Алидар
внучки Камила и Карима.

## Награды
- Орден Достык 2 степени (15 декабря 2010 года)[3]
- орден Ленина
- орден Трудового Красного Знамени
- Орден Дружбы народов
- медаль «За трудовую доблесть» (1971)
- медаль «Тыңға 50 жыл» (2004)
- медаль «Қазақстан Конституциясына 10 жыл» (2005)
- Медаль «10 лет Астане» (2008)
- Отличник социалистического сельского хозяйства (1975)
- Комбайнёр-тысячник (1976)
- Лауреат Премии Ленинского комсомола Казахстана (1976)